# Moriz Ritter
Moriz Ritter, född 16 januari 1840 i Bonn, död där 28 december 1923, var en tysk historiker.
Ritter var 1873–1911 professor i historia vid Bonns universitet. Han författade bland annat Geschichte der deutschen Union (två band, 1867–1873) och det högt värderade arbetet Deutsche Geschichte im Zeitalter des Gegenreformation und des dreißigjährigen Kriegs, I-III (1889–1908). Därjämte utgav han bland annat Briefe und Acten zur Geschichte des dreißigjährigen Kriegs (tre band, 1870–1878).